# Beg (Albacete)
Beg es una localidad española del municipio de Nerpio, perteneciente a la provincia de Albacete, en la comunidad autónoma de Castilla-La Mancha.

## Toponimia
El nombre del lugar puede encontrarse referido por las variantes Box, Bex, y Beg.

## Historia
Hacia mediados del siglo XIX, el lugar, ya por entonces perteneciente a Nerpio, tenía contabilizadas 8 casas. Aparece descrito en el cuarto volumen del Diccionario geográfico-estadístico-histórico de España y sus posesiones de Ultramar de Pascual Madoz de la siguiente manera:

BEX ó BOX: cortijada en la prov. de Albacete, part. jud. de Yeste, térm. jurisd. de Nerpio, alc. p. de Yetas; tiene 8 casas, y su terreno cultivado por igual número de vec., comprende 60 fan. de secano y 20 de regadio, cuyo beneficio proporcionan las aguas sobrantes de Yetas, que tambien impulsan un molino harinero.
(Madoz, 1846, p. 306)

Hacia finales del siglo XIX tendría 53 edificios. En 2022, tenía empadronados 39 habitantes.